# Emanuel Silva
Emanuel Silva (n. 4 decembrie 1985, Braga, Portugalia) este un caiacist ce a reprezentat Portugalia, medaliat olimpic. A participat la 5 ediții ale Jocurilor Olimpice (2004, 2008, 2012, 2016, 2020) în care a câștigat o medalie de argint.